# Hoplit

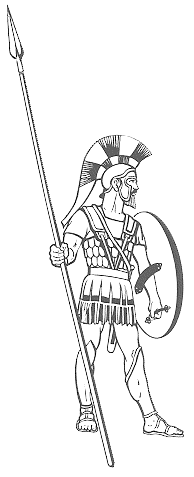
Ein griechischer Hoplit – Rekonstruktionszeichnung

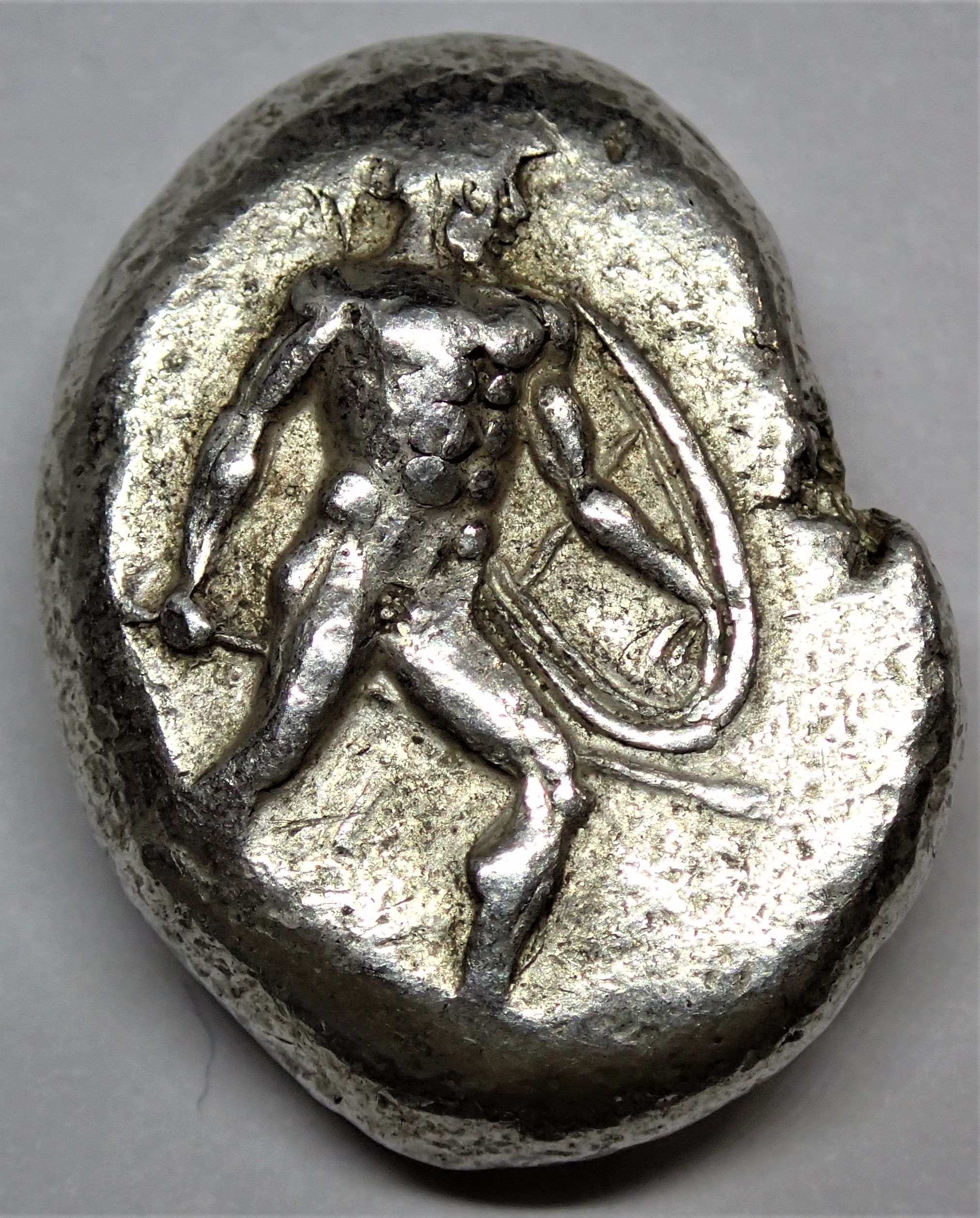
Hoplit auf Stater von Aspendos, 5. Jahrhundert v. Chr.

Ein Hoplit (altgriechisch ὁπλίτης hoplítēs „Schwerbewaffneter“, von ὅπλον hóplon, hier „Kriegsgerät, Harnisch, Schild“) war ein Angehöriger der Haupttruppe der griechischen Heere der archaischen und klassischen Zeit. Daneben spielten andere Gattungen wie Gymneten, Schleuderer, Bogenschützen, Peltasten und Reiter (Hippeis) zumindest seit dem Übergang vom 5. zum 4. Jahrhundert v. Chr. eine bedeutende Rolle.
Hopliten waren im Allgemeinen Bürgersoldaten, also freie Männer, die ihre Ausrüstung aus ihrem Privatvermögen bezahlten und ihrer jeweiligen Polis im Kriegsfall dienten. Anders als in vielen anderen Ländern wurde die Hauptlast der Kämpfe von „einfachen“ Bürgern getragen und nicht von einer adeligen Kriegerkaste. Ein Hoplit war damit eine Bezeichnung für einen Bürger, der sich eine solche Ausrüstung wenigstens teilweise leisten konnte, und weniger eine Beschreibung einer Waffengattung (mit den erwartbaren Überlappungen beider Definitionen).
Die Hopliten kämpften in einer geschlossenen Formation, der Phalanx. Wurde eine Seite in die Flucht geschlagen, war die Schlacht meist entschieden, weil viele Kämpfer auf der Flucht ihren schweren Schild wegwarfen. Ein erneuter Kampf ohne den Schild war nicht möglich. (Daher auch die Redewendung: „Komm mit (also siegreich) oder auf deinem Schild (also tot) zurück.“) Die Schlachten wurden dadurch verbissener, waren aber wohl auch kürzer und meist eindeutig entschieden. Die Dauer einer Hoplitenschlacht ist nicht sicher bekannt. Antike Quellen sprechen oft von einer langen Dauer, die aber keinesfalls einen ganzen Tag einnahm.

## Ausrüstung

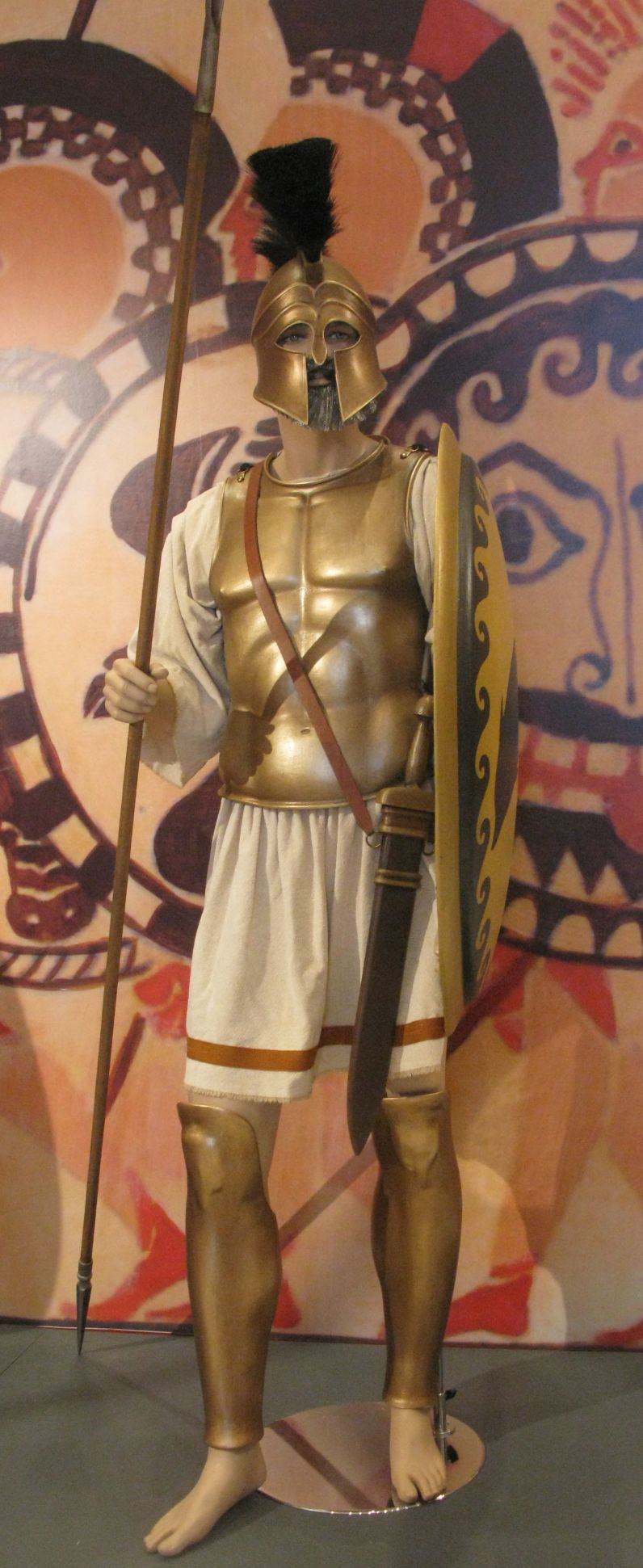
Rekonstruktion eines griechischen Hopliten

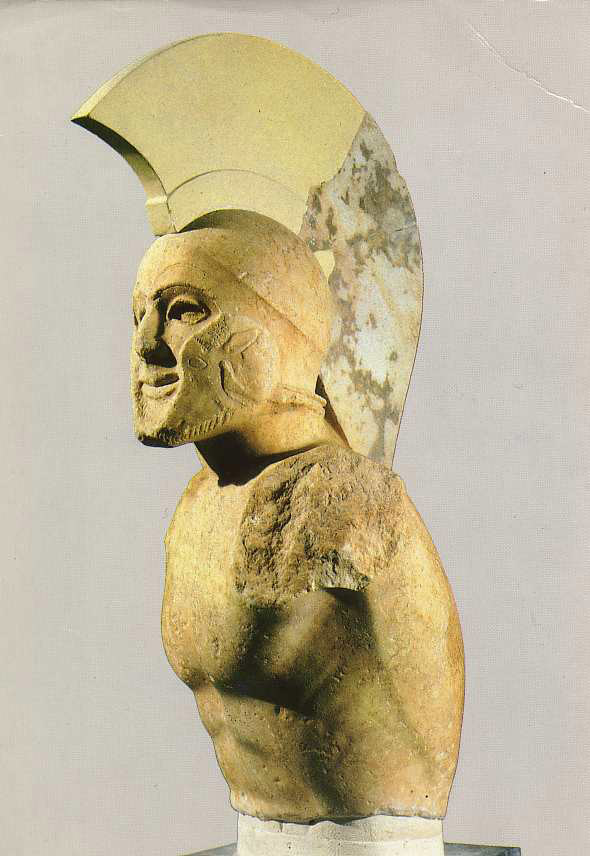
Marmorstatue eines Hopliten. Sparta, 5. Jahrhundert v. Chr.

Die Bewaffnung der Hopliten wurde Panoplie (πανοπλία panoplía) genannt. Pan[h]oplie heißt „volle Rüstung“ (wörtlich: „Allbewaffnung“: pan „all“, hoplon „Waffe“), freier übersetzt „schwere Bewaffnung“. Wichtigste Schutzwaffe war der große, runde Schild (ἀσπίς aspís), welcher den gesamten Oberkörper decken konnte. Er bestand aus Holz, war üblicherweise zunächst mit einem Bronzesaum gefasst, später mit Bronzeblech überzogen und maß etwa einen Meter im Durchmesser. Die Angriffswaffen waren ein Dory (Stoßlanze) mit stählerner Spitze, dem sogenannten Sauroter, griechisch σαυρωτήρ „Echsentöter“, (im 7. und 6. Jahrhundert v. Chr. zum Teil durch einen kürzeren Wurfspeer ergänzt) und ein Schwert für den Fall, dass die Lanze brach. Die Lanze maß zur Zeit der Perserkriege etwa zwei Meter, in hellenistischer Zeit aber auch bis zu sechs Meter, genannt Sarissa. Bei den Schwertern waren mehrere Modelle im Einsatz. Neben dem Xiphos, einem geraden Kurzschwert, war ab dem 4. Jahrhundert auch ein schweres Hiebschwert (κοπίς kopís auch μάχαιρα máchaira genannt) gebräuchlich, dessen Klinge einen bikonvexen Querschnitt hatte.
Hinzu kamen Rüstungsteile wie der Helm (oft mit einem imposanten Kammbusch verziert) und Beinschienen aus Bronze sowie ein Brustpanzer (anfänglich meist ein Glockenpanzer, später auch ein Leinenpanzer). Ergänzungen wie Ober- und Unterarmschienen sowie Knöchel-, Oberschenkel- und Fußschutz waren vorwiegend bis zum 6. Jahrhundert v. Chr. bei reicheren Kämpfern im Einsatz.
Da diese Ausrüstung teuer war, konnten sich nur relativ wohlhabende Bürger eine solche leisten. Es scheinen bei den nicht-aristokratischen Hopliten aber auch einfachere Ausstattungen üblich gewesen zu sein, wie Grabreliefs des 5. und 4. Jahrhunderts v. Chr. zeigen. Helm, Brustpanzer und Beinschienen aus Bronze waren dabei gelegentlich durch leichteres Material ersetzt oder wurden komplett weggelassen.
Der Wert einer Hoplitenrüstung lässt sich kaum in Relation zu modernen Geld- oder Sachwerten setzen, da zum wirtschaftlichen Aufwand zu wenige Angaben vorliegen. Es war üblich, die Schilde mit charakteristischen Abzeichen zu versehen. In der Literatur wird das Schildwappen als stilistisches Mittel aufgegriffen (so zum Beispiel eindrucksvoll bei Aischylos’ Sieben gegen Theben, Vs. 375ff.). Die Spartaner, später auch andere Städte oder Bünde führten auch einheitliche Schildzeichen, die sich von Polis zu Polis unterschieden. Die Schilde der Athener Hopliten konnten beispielsweise mit einer Eule gekennzeichnet sein, bei den Thebanern war es eine Keule und bei den Spartanern ein Λ, der griechische Buchstabe Lambda (für Lakedaimon, also Lakonier oder Lakonien). Außer bei den Schilden hat auch bei den anderen Ausrüstungsteilen (etwa den Brustharnischen) nicht Uniformität, sondern Individualität vorgeherrscht.
Seit Iphikrates wurden die Speere verlängert und es kamen lange, ovale Thureos-Schilde zum Einsatz.

## Einführung
Wann die Hoplitenausrüstung in Griechenland aufkam und wie schnell sie sich ausbreitete, ist nicht restlos geklärt. Die ältesten Belege stammen wohl aus dem 8. Jahrhundert v. Chr. und eine Zusammenstellung der vorhandenen Indizien hat eine genauere Eingrenzung auf das dritte Viertel des 8. Jahrhunderts ergeben. Das Aufkommen der Hopliten könnte in einem Zusammenhang mit der damals in Fahrt kommenden griechischen Kolonisation stehen. Schon im zweiten Viertel des 7. Jahrhunderts scheint die hoplitische Kampftechnik ihre entwickelte Form angenommen zu haben. Allerdings scheinen erst nach den Perserkriegen im frühen 5. Jahrhundert v. Chr. nicht-hoplitische Waffen von der Phalanx ausgeschlossen worden zu sein, womit die hoplitische Kriegsführung auch eine ideologische Dimension als Wettkampf annahm.

## Politische Bedeutung in der Polis Athen

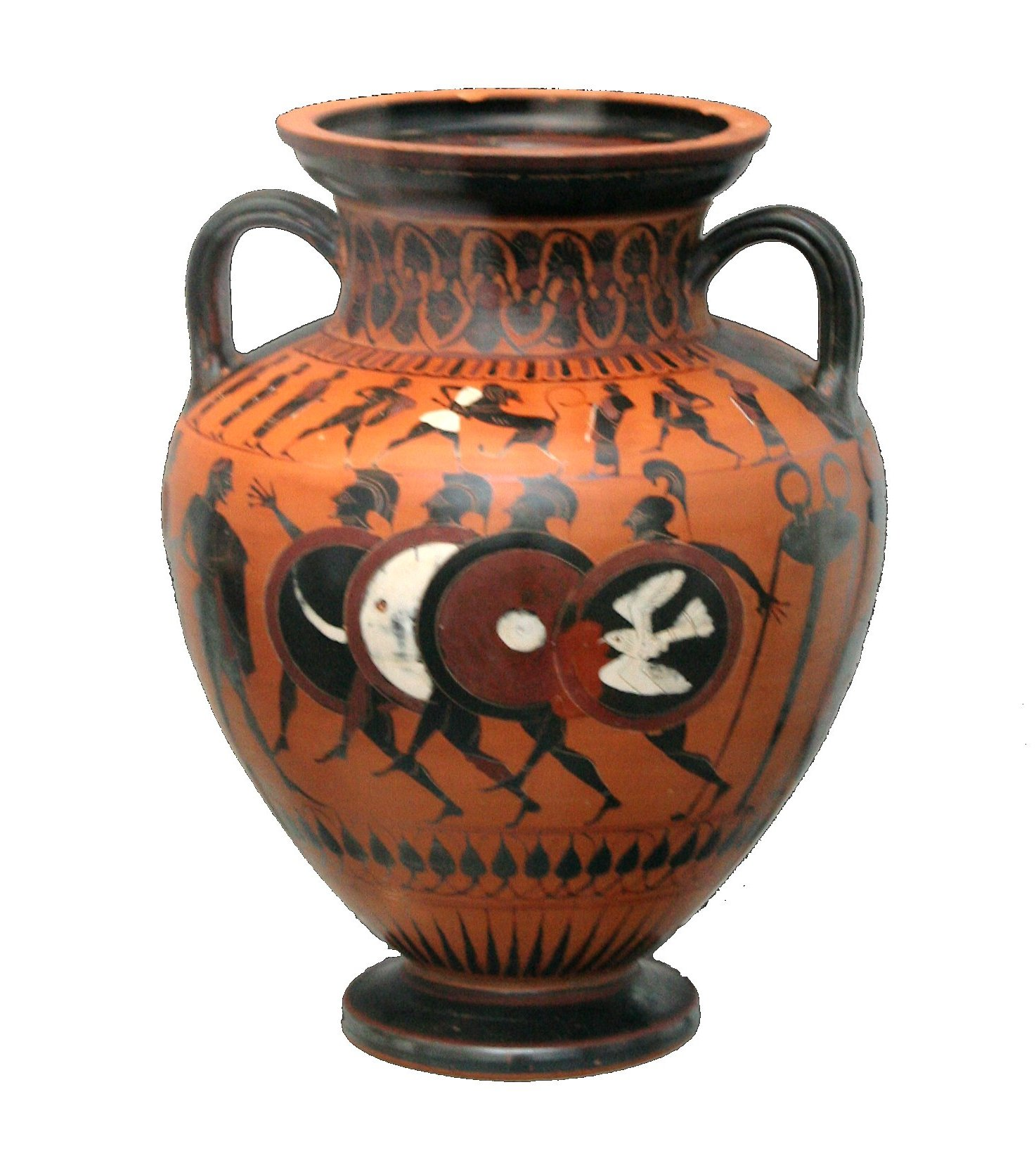
Waffenläufer – gut zu erkennen die großen Schilde. Ca. 550 v. Chr.

Der Beginn des direkten politischen Einflusses der Hopliten lässt sich auf die Reform von Solon datieren. In der von ihm geschaffenen Staatsform, der Timokratie, war nicht mehr die Zugehörigkeit zum Adel die Voraussetzung zur Übernahme politischer Ämter, sondern das nachweisbare Vermögen (siehe auch Zeugiten). Da prinzipiell jeder genug Vermögen erwerben konnte, um sich eine Hopliten-Ausrüstung leisten zu können, stand damit jedem der Aufstieg in die politisch aktive Klasse offen.
In demokratischen Zeiten, als der Status als Hoplit nicht mehr die politische Teilnahme nach „unten“ beschränkte, konnten besitzlose Athener eine Ausrüstung im städtischen Zeughaus bekommen. Da jede Phyle ihre Kampfeinheit (500 v. Chr. etwa 1000 Hopliten) stellte, bestand für jeden Bürger somit die Wahl, ob er auf einer Triere oder in der Phalanx dienen wollte.